# صلاح الليثي

صلاح الليثي (28 يوليو 1923 - 4 سبتمبر 1983) هو رسام كاريكاتير مصري.

## حياته ونشأته
صلاح الدين الليثى إبراهيم ولد بالقاهرة في 28 يوليو من عام 1923، ودرس الفن وهو في السابعة والعشرين من عمره بالدراسات الحرة في كلية الفنون الجميلة، ثم حصل على الدبلوم العالي لأكاديمية الفنون الجميلة قسم الفنون والزخرفة والأفرسك، وذلك عن رسالته المقدمة حول الفنان المصور الفرنسى بول سيزان في يونيو 1954.
سافر في منحة لدراسة فنون سك العملة وصناعة الميداليات في «الحفر والتجسيم»، في روما ليحصل على درجة الدبلوم عام 1954.   

## الحياة العملية
بدأ بالعمل رسامًا في شركة الإعلانات المصرية (من 1954 إلى 1957)، ثم محرراً صحفياً ورساماً في دار الجمهورية لمدة طويلة، تداخلت معها بعض الوظائف الأخرى.
استمر عمله بالجمهورية للصحافة لمدة 28 عامًا في الفترة بين عام 1954 وحتى 1982. عمل في نفس الفترة من 1962 محرراً ورساماً أيضًا بمؤسسة روز اليوسف، ورساماً بمجلة صباح الخير، ورساماً بمؤسسة دار الهلال، ورساماً بجريدة الشعب، وذلك بالقطعة فقط لكل هذه الأماكن.
(صدر العدد الأول من مجلة «صباح الخير» في 17 يناير 1956، وتعد مجلة روز اليوسف وصباح الخير «المرحلة الأقوى» في تاريخ فن الكاريكاتير المصري، حيث بزغت نجوم هذا الفن أمثال: زهدي العدوى - عبد السميع عبد الله - محي الدين اللباد – حجازي - بهجت عثمان - رجائي ونيس - صلاح جاهين - صلاح الليثي).

تم انتدابه للعمل رسامًا لشركة الإعلانات المصرية في سوريا لمدة أربع سنوات، وعمل رسامًا بوزارة الإعلام والثقافة الليبية لمدة عام واحد وهو في التاسعة والأربعين من عمره.
عمل خبيرًا فنيًا بالمؤسسة العامة للإذاعة والتلفزيون بشعبة الرسوم والدمى في العراق وذلك في 1977، ثم اتجه إلى لندن وعمل رسامًا في مجلة 23 يوليو  مع رئيس تحريرها «محمود السعدني» التي صدرت في لندن وكانت معارضة لحكم الرئيس السادات (عاد الليثي إلى مصر بعد أن قدم اعتذاراً للسادات عن رسوماته في مجلة 23 يوليو، حيث كان هذا شرط السادات لعودة الليثي).
واصل رحلته إلى جريدة الخليج في إمارة الشارقة ليعمل رسام في 1980، ومنها إلى الدوحة ليُبدع في مجلة "الدوحة" أيضًا في 1982.
قام بتأليف كتاب «كاريكاتير» سلسلة الكتاب الذهبي (روز اليوسف) 1974.
قام ببحث (وباء اسمه... لوحات الرصيف) في مجلة فنون عربية العراقية 1983.
عاش الليثي على مدى 40 عاماً يعلم ويتعلم ويروي قصصاً ساخرة بلوحاته الكاريكاتيرية، وعاش في العديد من الدول العربية، وغير العربية مما مكنه من معرفة ثقافات وآلام الشعوب، والتي باتت جلية في رسوماته الكاريكاتيرية.

## المعارض
معرض بعنوان (100 سنة كاريكاتير) بمركز رامتان الثقافى - متحف طه حسين يناير 2011.
معرض نصر أكتوبر في ذاكرة الكاريكاتير المصري (مشروع ذاكرة الكاريكاتير أسسه عبد الله الصاوي).
أقامت الجمعية المصرية للكاريكاتير (تأسست 1983) أول معرض للكاريكاتير في سبتمبر 1987، واشترك فيه 59 فناناً، وأصدرت نشرة تضمنت كلمة للفنان «رخا»، أشار فيها إلى الفنانين الراحلين صلاح جاهين وصلاح الليثي وصاروخان وعبد السميع.

## البعثات والمنح
منحة وزارة التربية والتعليم للدراسة التكميلية بالأقصر والقاهرة لخريجي القسم الحر بكلية الفنون الجميلة بالقاهرة.

## الجوائز
جائزة مختار: حصل عليها أربع مرات في أربعة أعوام مُتتالية.

جائزة مرسم كلية الفنون الجميلة في 1950.
جائزة معرض بارى للثقافة الجامعية من إيطاليا في عام 1955.

استمرت إبداعات الفنان في الصحافة، والكتابة، وأعمال الكاريكاتير حتى رحل عن عالمنا في 4 سبتمبر من 1983، عن عمر يُناهز 60 عامًا.

## وصلات خارجية
http://www.fineart.gov.eg/arb/cv/cv.asp?IDS=4407 صلاح الليثي (رسام)
https://www.albawabhnews.com/4005066 صلاح الليثي (رسام)
https://www.almrsal.com/post/1040438 صلاح الليثي (رسام)